# Ignacio Milam Tang
Ignacio Milam Tang (nascut el 20 de juny de 1940) és un polític equatoguineà que va ser Primer Ministre de Guinea Equatorial de juliol de 2008 a maig de 2012. És membre del Partit Democràtic de Guinea Equatorial (PDGE). Des de maig de 2012 ést primer vicepresident de Guinea Equatorial, càrrec que comparteix amb el fill del president Obiang, Teodorín.

## Carrera política
Tang és un membre de l'ètnia fang. Va ser Ministre de Justícia i Culte de 1996 a 1998, i ministre de Joventut i Esports de 1998 a 1999. El 1999 va ser nomenat vicepresident segon de la Cambra dels Representants del Poble, i va romandre en aquest càrrec fins a ser nomenat viceprimer ministre de Coordinació de la Funció Pública i Administració en el govern del Primer Ministre Cándido Muatetema Rivas el 26 de febrer de 2001. Després de dos anys com a viceprimer ministre va ser nomenat Ministre d'Estat i secretari general de la Presidència l'11 de febrer de 2003. Es va anunciar el 10 de gener de 2006 que havia estat nomenat ambaixador de Guinea Equatorial a Espanya; càrrec que va ocupar fins a juliol de 2008.

### Primer Ministre
Tang fou nomenat Primer Ministre pel President Teodoro Obiang el 8 de juliol de 2008, substituint Ricardo Mangue Obama Nfubea. Obiang va nomenar el nou govern encapçalat per Tang el 14 de juliol. Aproximadament la meitat dels membres del govern anterior van continuar en el govern de Tang, malgrat una forta crítica d'Obiang al govern anterior. De manera significativa, Tang era el primer membre d'ètnia fang a ser designat com a primer ministre des que Obiang es va convertir en president en 1979. En el moment del seu nomenament, Tang era considerat defensor de mantenir estretes relacions amb Espanya i no era considerada una figura rellevant en el règim del PDGE.
Després de la reelecció d'Obiang a les eleccions presidencials de novembre de 2009 Tang i el seu govern va renunciar el 12 de gener de 2010, ja que estaven obligats per llei a fer-ho. Obiang va tornar a nomenar primer ministre Tang el mateix dia.

### Vicepresident
Tang va dimitir com a primer ministre el 18 de maig de 2012 i va ser substituït per Vicente Ehate Tomi el 21 de maig de 2012. Va ser traslladat al càrrec recentment creat de vicepresident primer en el mateix dia, mentre que el fill d'Obiang, Teodorín Obiang, va ser designat simultàniament com a segon vicepresident.